# Teatro di Santa Chiara
Il teatro di Santa Chiara è uno storico teatro di Volterra.
Il teatro è ubicato nel piano seminterrato della residenza sanitaria assistenziale (RSA) di proprietà dell'Azienda pubblica di servizi alla persona "Santa Chiara", in Borgo Santo Stefano, 153.
Dopo essere stato a lungo abbandonato, poi trasformato in magazzino e ripostiglio, nel 1998  è stato recuperato alla sua funzione originaria per iniziativa dell'Ente proprietario e dell'Associazione Teatro di Nascosto, e successivamente restaurato nell'ambito del Programma di Euromobilità "Leonardo da Vinci" 2003-2004.
Pur nella sua essenzialità (consta soltanto di un grande locale con alcune file di poltroncine, una piccola gradinata in cemento, un piccolo palcoscenico  in legno con retrostanti un locale tecnico e due camerini) viene utilizzato in occasione di appuntamenti teatrali stagionali o saltuari, oltre che per attività di formazione del personale della RSA, per convegni e per esigenze diverse di soggetti pubblici o privati. L'Azienda proprietaria ne concede solitamente l'uso gratuito a chi ha svolto nell'anno attività di volontariato presso la RSA o ha effettuato erogazioni liberali alla stessa.